# Mineral Springs (Karolina Północna)
Mineral Springs – miasto w Stanach Zjednoczonych, w stanie Karolina Północna, w hrabstwie Union.